# 2001 en science
| Années de la science : 1998 - 1999 - 2000 - 2001 - 2002 - 2003 - 2004    |
| Décennies de la science : 1970 - 1980 - 1990 - 2000 - 2010 - 2020 - 2030 |

Cet article présente les faits marquants de l'année 2001 en science.

## Évènements
- 12 février : l'International Human Genome Sequencing Consortium publie une première version partielle du génome humain[1].

- 19 juillet : découverte au Tchad de Toumaï[2], un crâne fossile d'une nouvelle espèce de primate ( Sahelanthropus tchadensis)[3] dont l'âge est estimé à environ 7 millions d'années. Certains paléoanthropologues considèrent Toumaï comme l'une des premières espèces de la lignée humaine, probablement très proche de la divergence chimpanzés-homininés.

## Publications
- Alain Prochiantz : Machine-esprit, Éditions Odile Jacob (2001)

## Prix
- Prix Nobel
  - Prix Nobel de physiologie ou médecine : Leland H. Hartwell, R. Timothy Hunt, Sir Paul M. Nurse
  - Prix Nobel de physique : Eric A. Cornell, Wolfgang Ketterle, Carl E. Wieman
  - Prix Nobel de chimie : William S. Knowles, Ryoji Noyori, K. Barry Sharpless

- Prix Lasker
  - Prix Albert-Lasker pour la recherche médicale fondamentale : Mario Capecchi, Martin Evans, Oliver Smithies
  - Prix Albert-Lasker pour la recherche médicale clinique : Robert Edwards

- Médailles de la Royal Society
  - Médaille Copley : Jacques Miller
  - Médaille Davy : Alastair Ian Scott
  - Médaille Gabor : Azim Surani
  - Médaille Hughes : John Pethica
  - Médaille royale : Richard L. Gardner (en), Gabriel Horn, Sam Edwards

- Médailles de la Geological Society of London
  - Médaille Lyell : Paul Tapponnier
  - Médaille Murchison : Juan Watterson (en)
  - Médaille Wollaston : Harry Blackmore Whittington

- Prix Armand-Frappier : Emil Skamene
- Prix Jules-Janssen (astronomie) : Roger Cayrel
- Prix Turing en informatique : Ole-Johan Dahl et Kristen Nygaard
- Médaille Bruce (Astronomie) : Hans Bethe
- Médaille Linnéenne : Chris Humphries et Gareth Jon Nelson
- Médaille d'or du CNRS : Maurice Godelier
- Grand Prix de l'Inserm : Yves Agid

## Décès

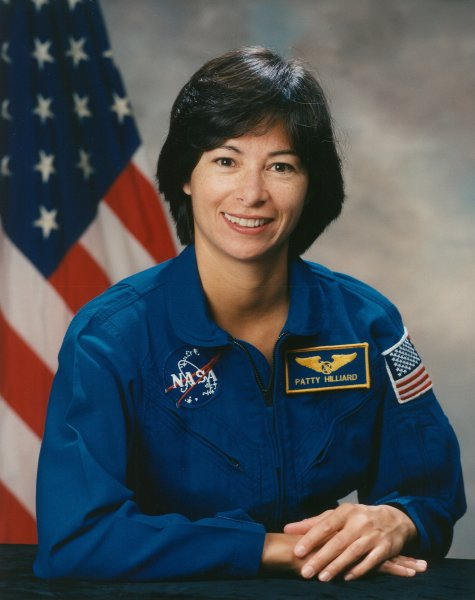
Patricia Robertson

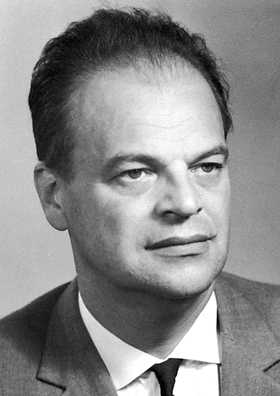
Nikolaï Bassov

- 8 janvier : Philip Arthur Barker (né en 1920), archéologue britannique.
- 12 janvier : William Hewlett (né en 1913), ingénieur américain, cofondateur de la société Hewlett-Packard.
- 17 janvier : Tom Kilburn (né en 1921), ingénieur anglais.
- 22 janvier : William Arthur Smeaton (né en 1925), chimiste et auteur anglais.
- 25 janvier : Charles Archaimbault (né en 1921), ethnologue français.

- 6 février : Adelaida Semesi (née en 1951), biologiste, botaniste et écologiste tanzanienne.
- 9 février : Herbert Simon (né en 1916), psychologue et économiste américain, prix Nobel d'économie en 1978.
- 24 février : Claude Shannon (né en 1916), père de la théorie de l'information.

- 9 mars : Christian Geffray (né en 1954), anthropologue français.
- 30 mars : Cyrus Gordon (né en 1908), chercheur, archéologue et linguiste américain.
- 31 mars : Clifford Shull  (né en 1915), physicien américain, prix Nobel de physique en 1994.

- 2 avril : Jean Delhaye (né en 1921), astronome français.
- 4 avril : Liisi Oterma (née en 1915), astronome finlandaise.
- 5 avril : Kingsley Charles Dunham (né en 1910), géologue et minéralogiste britannique.
- 10 avril :
  - Román Piña Chán (né en 1920), archéologue et anthropologue mexicain.
  - Richard Evans Schultes (né en 1915), botaniste américain. Il est considéré comme un des pères de l'ethnobotanique.
- 12 avril : Obayashi Taryo (né en 1929), ethnologue japonais.

- 9 mai : William Thomas Stearn (né en 1911), botaniste britannique.
- 16 mai : Jean-Philippe Lauer (né en 1902), égyptologue français.
- 24 mai : Patricia Robertson (née en 1963), aspirante-astronaute américaine.

- 1er juin : Abe Silverstein (né en 1908), ingénieur américain.
- 4 juin : Pierre Lamaison (né en 1948), anthropologue français.
- 17 juin : 
  - Donald J. Cram (né en 1919), chimiste américain, prix Nobel de chimie en 1987.
  - Christine Niederberger Betton, archéologue française.
- 18 juin : René Dumont (né en 1904), agronome français.

- 1er juillet : Nikolaï Bassov (né en 1922), physicien soviétique, prix Nobel de physique en 1964.
- 10 juillet : Jean Jacques (né en 1917), chimiste français.

- 20 août : Fred Hoyle (né en 1915), astronome et auteur de science-fiction.

- 2 septembre : Christiaan Barnard (né en 1922), chirurgien cardiaque sud-africain.
- 17 septembre : Samuel Epstein (né en 1919), géochimiste américain.
- 25 septembre :
  - Robert Floyd (né en 1936), informaticien États-Unis.
  - Paul Ottino (né en 1930), ethnologue français.

- 4 octobre : André Aisenstadt (né en 1912), scientifique et administrateur québécois né en Russie.
- 10 octobre : Vassili Michine (né en 1917), ingénieur russe.
- 25 octobre : Marvin Harris (né en 1927), anthropologue américain.
- 9 novembre : Hugh Felkin (né en 1922), chimiste britannique.
- 10 novembre : Eugène Raguin (né en 1900), géologue et professeur français.
- 17 novembre : Daniel Goldin (né en 1940), administrateur de la NASA de 1992 à 2001.
- 21 novembre : Vladimir Pasechnik (né en 1937), biologiste soviétique.

- 5 décembre : Franco Rasetti (né en 1901), paléontologue, botaniste et physicien italien.
- 7 décembre : Peter Elias (né en 1923), informaticien américain.
- 12 décembre :
  - Jean Bazin (né en 1941), anthropologue français.
  - Ardito Desio (né en 1897), explorateur, alpiniste, géologue et cartographe italien.